# Wolin
Wolin là một thị trấn thuộc huyện Kamieński, tỉnh Zachodniopomorskie ở tây-bắc Ba Lan. Thị trấn có diện tích 14 km². Đến ngày 1 tháng 1 năm 2011, dân số của thị trấn là 4842 người và mật độ 335 người/km².